# 淫紋

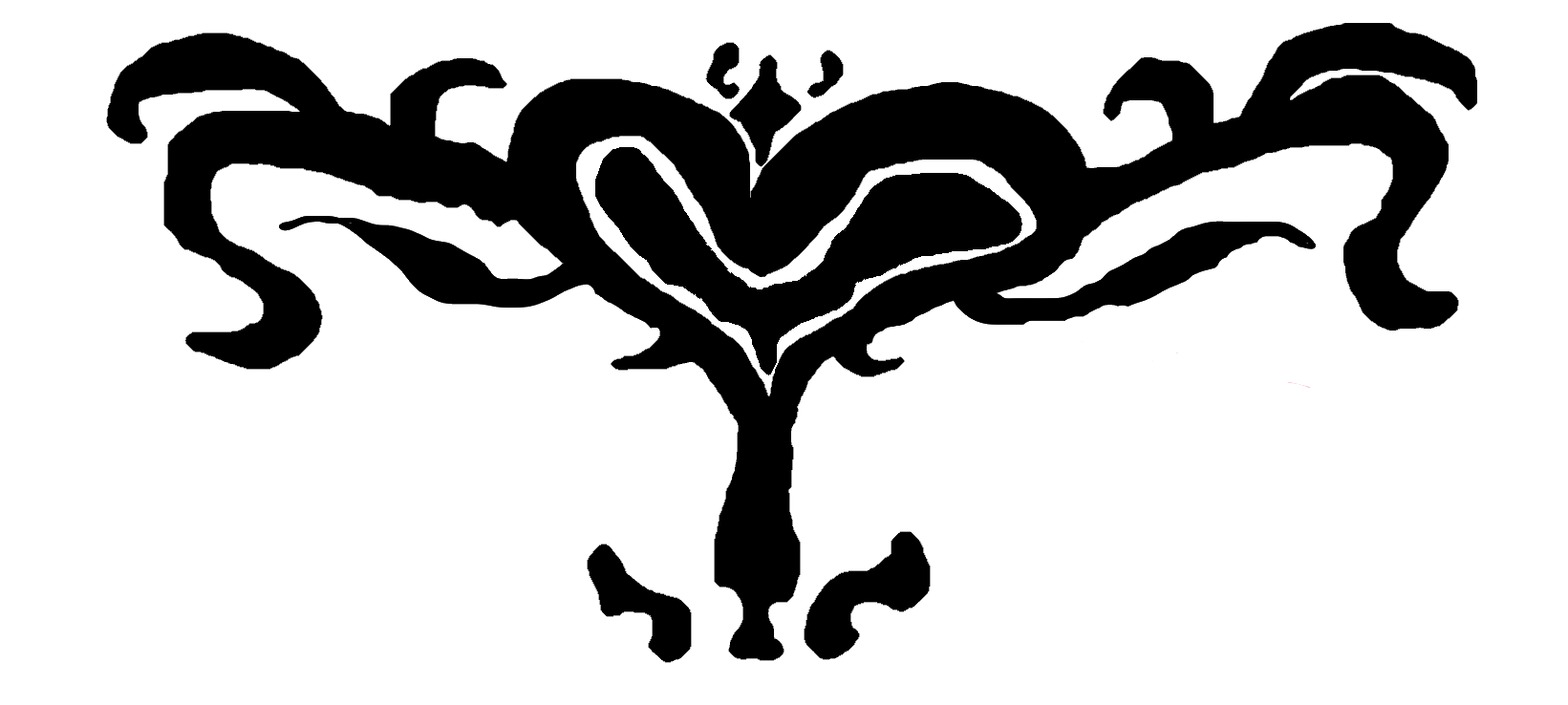
典形的淫紋。

淫紋（日语：／ Inmon */?），是日本虛構作品和色情作品所出現的紋身。它主要出現在登場人物的下腹部上面。

## 概論
著有《世界系是什麼》（セカイ系とは何か）的前島賢表示，淫紋的外形建基於女性的子宫。大島薰同樣表示它的設計源自於女性性器官。
淫紋的主要效果為使當事人的性慾更為高漲，更對性刺激產生快感。不過也有作品的淫紋會支配當事人，使之成為別人的性奴隷。此外淫紋的效果也因作品而異。有刻上身體就即時起效果的，也有刻上身體後沒有立刻的異樣，過了一段時間後才發動的（不少作品以淫紋發光或者變色作發動的提示）。
在虛構作品當中，淫紋除了可用魔法等超自然力量刻上當事人的身體外，還有一些作品會把之烙印於其身上。被刻者的精神和感覺神經會受到淫紋的影響，因而變得更好色。也有作品的淫紋會隨著當事人的好色度增加，直到刻滿全身為止。

## 衍生物
市面上已有商家販賣cosplay用的淫紋紋身貼紙。當中部分是為了配合cosplay魅魔而製作的。